# Francisco Conesa Ferrer
Francisco Simón Conesa Ferrer (Alicante, 25 agosto 1961) è un vescovo cattolico spagnolo, dal 3 gennaio 2022 vescovo di Solsona.

## Biografia
Francisco Simón Conesa Ferrer è nato ad Alicante il 25 agosto 1961 in una famiglia profondamente cristiana. È il maggiore di quattro fratelli. I suoi genitori, Francisco Conesa e Rosa Ferrer, erano persone profondamente devote e semplici, coinvolte nella vita parrocchiale, principalmente con i gruppi matrimoniali. È stato battezzato nella parrocchia del Sacro Cuore di Gesù quattro giorni dopo la sua nascita e ha legato la sua infanzia alla parrocchia di Sant'Agatángelo a Elche dove ha prestato servizio come ministrante.

### Formazione e ministero sacerdotale
All'età di dodici anni è entrato nel seminario minore di Orihuela dove ha svolto gli studi liceali. Ha compiuto gli studi ecclesiastici nel seminario maggiore di Alicante e ha ottenuto il baccalaureato in teologia presso la Facoltà di teologia "San Vicente Ferrer" di Valencia nel 1985. Ha conseguito nel 1991 la licenza in teologia e nel 1992 la laurea in lettere e filosofia presso l'Università di Navarra a Pamplona. Ha concluso gli studi di dottorato in teologia nel 1994 con un elaborato su "Fede e conoscenza. Studio sul valore cognitivo della fede nella filosofia analitica" e in lettere e filosofia l'anno successivo con una tesi di metafisica su "Dio e il male. La difesa del teismo contro il problema del male secondo Alvin Plantinga".
Il 29 settembre 1985 è stato ordinato presbitero per la diocesi di Orihuela-Alicante. In seguito è stato vicario parrocchiale della parrocchia di Nostra Signora del Monte Carmelo a Elche dal 1985 al 1987; professore presso il seminario minore dal 1992 al 1995; vicario parrocchiale delle parrocchie dell'Immacolata a San Vicente del Raspeig dal 1994 al 1996 e di Nostra Signora delle Grazie ad Alicante dal 1997 al 1998; pro-vicario generale dal 1998 al 2002; vicario generale dal 2003 al 2014 e arciprete-rettore della basilica di Santa Maria a Elche dal marzo del 2014 al 2016. È stato anche presidente del consiglio del Patronato dei Misteri d'Elx e membro del consiglio maggiore delle Confraternite della Settimana Santa di Elche.
Il 7 aprile 2001 è stato nominato canonico del capitolo della cattedrale di Orihuela. Il 29 febbraio 2012 ha ricevuto il titolo di prelato d'onore di Sua Santità.
È stato anche professore associato di teologia fondamentale e di teologia dogmatica nella Facoltà di teologia dell'Università di Navarra dal 1995 e professore di teologia della rivelazione e della fede nell'Istituto superiore di scienze religiose "San Paolo" della sua diocesi dal 1999.
Durante i suoi anni nella diocesi di Orihuela-Alicante ha continuato la sua formazione con letture, ricerche e pubblicazioni concentrandosi sulla filosofia della religione, la teologia fondamentale, il rapporto tra fede e ragione, il problema del male, la teologia delle religioni, l'incredulità contemporanea e i misteri di Elche.

### Ministero episcopale
Il 27 ottobre 2016 papa Francesco lo ha nominato vescovo di Minorca. Ha ricevuto l'ordinazione episcopale il 7 gennaio successivo nella cattedrale di Santa Maria a Ciutadella de Menorca dal cardinale Antonio Cañizares Llovera, arcivescovo metropolita di Valencia, co-consacranti il cardinale Ricardo Blázquez Pérez, arcivescovo metropolita di Valladolid, e il vescovo Orihuela-Alicante Jesús Murgui Soriano. Durante la stessa celebrazione ha preso possesso della diocesi.
Nel 2019 ha indetto la visita pastorale della diocesi la cui conclusione è prevista per il 2022.
In seno alla Conferenza episcopale spagnola è membro della commissione per la dottrina della fede dal marzo del 2017 e presidente della sottocommissione per i rapporti interreligiosi dall'aprile del 2022.
Il 3 gennaio 2022 papa Francesco lo ha nominato vescovo di Solsona; è succeduto a Xavier Novell Gomá, dimessosi per motivi personali il 23 agosto 2021. Ha preso possesso della diocesi il 12 marzo successivo.

## Opere
- Creer y conocer. El valor cognoscitivo de la fe en la filosofía analítica (1994).
- Dios y el mal. La defensa del teísmo frente al problema del mal según Alvin Plantinga (1996).
- Filosofía del Lenguaje (coautore con J. Nubiola) (1999).
- La Asunción de María en la teología y en el Misteri d’Elx  (coeditore con F. Rodríguez) (2000).
- El cristianismo, una propuesta con sentido (editor) (2005).
- El nuevo ateísmo. Hoja de ruta (coautore con J. M. Cejas) (2012).
- El eclipse de Dios. Veinte náufragos y nuevos ateos (coautore con J. R. Ayllón) (2012).

## Genealogia episcopale
La genealogia episcopale è:
- Cardinale Scipione Rebiba
- Cardinale Giulio Antonio Santori
- Cardinale Girolamo Bernerio, O.P.
- Arcivescovo Galeazzo Sanvitale
- Cardinale Ludovico Ludovisi
- Cardinale Luigi Caetani
- Cardinale Ulderico Carpegna
- Cardinale Paluzzo Paluzzi Altieri degli Albertoni
- Papa Benedetto XIII
- Papa Benedetto XIV
- Papa Clemente XIII
- Cardinale Giovanni Francesco Albani
- Cardinale Carlo Rezzonico
- Cardinale Antonio Dugnani
- Arcivescovo Jean-Charles de Coucy
- Cardinale Gustave-Maximilien-Juste de Croÿ-Solre
- Vescovo Charles-Auguste-Marie-Joseph Forbin-Janson
- Cardinale François-Auguste-Ferdinand Donnet
- Vescovo Charles-Emile Freppel
- Cardinale Louis-Henri-Joseph Luçon
- Cardinale Charles-Henri-Joseph Binet
- Cardinale Maurice Feltin
- Cardinale Jean-Marie Villot
- Arcivescovo Mario Tagliaferri
- Cardinale Antonio Cañizares Llovera
- Vescovo Francisco Simón Conesa Ferrer